# Variable FS Canis Majoris
Una variable FS Canis Majoris (estrella FS CMa) és un tipus d'estrella variable eruptiva. La classe d'estrelles variables té el nom del seu prototip, FS Canis Majoris.
Són poc conegudes, probablement sistemes d'estrelles binàries en els quals l'intercanvi de massa és permanent o ha succeït recentments,i el més probable és que estigui compost d'almenys una estrella de seqüència principal de tipus B en un embolcall de pols. Sostenen variacions irregulars de la llum durant llargs períodes, amb una variació de magnitud d'aproximadament 2 magnituds. Les línies d' emissió d'hidrogen d'aquestes estrelles són molt més fortes que les estrelles Be normals, i algunes línies prohibides estan presents també en l'espectre, per la qual cosa es classifiquen com a estrelles B[e].
Les estrelles del FS CMa són rares i ha estat difícil determinar les seves propietats tan bé com per adeterminar que causa el seu caràcter inusual. S'han detectat diversos en cúmuls estel·lars massius i això ha descartat algunes teories sobre el seu origen. L'explicació preferida encara continua sent per un origen binari, possiblement com a resultat de fusions estel·lars.